# Dalembertia platanoides
Dalembertia platanoides är en törelväxtart som beskrevs av Henri Ernest Baillon. Dalembertia platanoides ingår i släktet Dalembertia och familjen törelväxter. Inga underarter finns listade i Catalogue of Life.